# 吉木乃镇
吉木乃镇，是中华人民共和国新疆维吾尔自治区阿勒泰地区吉木乃县下辖的一个乡镇级行政单位。

## 行政区划
吉木乃镇下辖以下地区：
别勒阿热克村、夏尔合特村、萨尔乌楞村、托盘村和克孜勒阿德尔村。